# Młodzieżowe Mistrzostwa NACAC w Lekkoatletyce 2008
5. Młodzieżowe Mistrzostwa NACAC w Lekkoatletyce – zawody lekkoatletyczne dla sportowców do lat 23, które odbyły się od 18 do 20 lipca 2008 roku w meksykańskim mieście Toluca. Impreza odbyła się pod egidą North America, Central America and Caribbean Athletic Association. 

## Rezultaty

### Mężczyźni
| Konkurencja:                  | 1. miejsce                                                                     | Rezultat  | 2. miejsce                                                                  | Rezultat  | 3. miejsce                                                                              | Rezultat  |
| Bieg na 100 m                 | J-Mee Samuels                                                                  | 10.09     | Evander Wells                                                               | 10.15     | Rolando Palacios                                                                        | 10.22     |
| Bieg na 200 m                 | Evander Wells                                                                  | 20.34     | Rolando Palacios                                                            | 20.40     | Sam Effah                                                                               | 20.95     |
| Bieg na 400 m                 | LeJerald Betters                                                               | 44.75     | Tabarie Henry                                                               | 45.37     | Jamil Hubbard                                                                           | 45.96     |
| Bieg na 800 m                 | Rob Novak                                                                      | 1:50.22   | Tayron Reyes                                                                | 1:50.31   | Carlos Phillips                                                                         | 1:50.51   |
| Bieg na 1500 m                | Josué Ramírez                                                                  | 3:51.52   | Andrew Acosta                                                               | 3:52.17   | Diego Alberto Borrego                                                                   | 3:55.70   |
| Bieg na 5000 m                | José Mireles                                                                   | 15:10.96  | Aldo Saúl Vega                                                              | 15:22.32  | Estuardo Palacios                                                                       | 16:07.87  |
| Bieg na 10 000 m              | Ismael Apolo Mondragón                                                         | 32:10.86  | Isaul Hernández                                                             | 32:34.51  | Geremías Saloj                                                                          | 33:49.30  |
| Bieg na 110 m przez płotki    | Jason Richardson                                                               | 13.32     | Ryan Brathwaite                                                             | 13.50     | Ronnie Ash                                                                              | 13.72     |
| Bieg na 400 m przez płotki    | Justin Gaymon                                                                  | 49.50     | Nic Robinson                                                                | 50.74     | Camilo Quevedo                                                                          | 51.92     |
| Bieg na 3000 m z przeszkodami | Josafath González                                                              | 9:15.04   | Kyle Heath                                                                  | 9:24.52   | Aroon Arías                                                                             | 9:38.82   |
| Sztafeta 4 × 100 m            | Stany Zjednoczone · Jeremy Hall · Teddy Williams · Chris Dykes · J-Mee Samuels | 38.39     | Kanada · Shannon King · Adam Johnson · Gavin Smellie · Sam Effah            | 39.31     | Kajmany · Adolphus Rhymiech · Tyrell Cuffy · Carlos Morgan · Carl Morgan                | 39.68     |
| Sztafeta 4 × 400 m            | Jamajka · Riker Hylton · Teo Bennett · Michael Mason · Tarik Edwards           | 3:05.61   | Dominikana · Kelvin Herrera · Tayron Reyes · Joel Hernández · Orlando Frías | 3:05.80   | Meksyk · Javier Mahonri Carrasco · Erick García · Osvaldo Chávez · Víctor Antonio Gómez | 3:13.83   |
| Skok wzwyż                    | Joe Kindred                                                                    | 2.27      | Darwin Edwards                                                              | 2.23      | Jamal Wilson                                                                            | 2.23      |
| Skok o tyczce                 | Jordan Scott                                                                   | 5.50      | Mitch Greeley                                                               | 5.20      | Taylor Petrucha                                                                         | 5.10      |
| Skok w dal                    | Matt Turner                                                                    | 7.96      | Andre Black                                                                 | 7.83      | Carlos Jorge                                                                            | 7.61      |
| Trójskok                      | Andre Black                                                                    | 15.91     | Nkosinza Balumbu                                                            | 15.78     | Carl Morgan                                                                             | 15.76     |
| Pchnięcie kulą                | Ryan Whiting                                                                   | 19.46     | John Hickey                                                                 | 17.97     | Raymond Brown                                                                           | 16.95     |
| Rzut dyskiem                  | Matt Lamb                                                                      | 58.70     | Ryan Whiting                                                                | 53.47     | Adonson Shallow                                                                         | 50.91     |
| Rzut młotem                   | Sean Steacy                                                                    | 65.30     | John Freeman                                                                | 63.70     | Matt Wauters                                                                            | 59.61     |
| Rzut oszczepem                | Chris Hill                                                                     | 80.51     | Corey White                                                                 | 78.52     | Juan José Méndez                                                                        | 69.67     |
| Dziesięciobój                 | Raven Cepeda                                                                   | 7504 pkt. | Nick Adcock                                                                 | 7354 pkt. | Reid Gustavson                                                                          | 6959 pkt. |

### Kobiety
| Konkurencja:                  | 1. miejsce                                                                                | Rezultat  | 2. miejsce                                                                                 | Rezultat  | 3. miejsce                                                                 | Rezultat  |
| Bieg na 100 m                 | Schillonie Calvert                                                                        | 11.24     | Tawanna Meadows                                                                            | 11.36     | Samantha Henry-Robinson                                                    | 11.39     |
| Bieg na 200 m                 | Leslie Cole                                                                               | 22.92     | Schillonie Calvert                                                                         | 23.33     | Mariely Sánchez                                                            | 23.50 NR  |
| Bieg na 400 m                 | Bobby-Gaye Wilkins                                                                        | 51.34     | Anastacia Le-Roy                                                                           | 52.21     | Jenna Martin                                                               | 52.45     |
| Bieg na 800 m                 | Geena Gall                                                                                | 2:10.32   | Lemlem Beriket                                                                             | 2:10.64   | Cristina Guevara                                                           | 2:10.93   |
| Bieg na 1500 m                | Nicole Edwards                                                                            | 4:36.27   | Lauren Hagans                                                                              | 4:36.50   | Anayeli Navarro                                                            | 4:48.86   |
| Bieg na 5000 m                | Gwen Jorgensen                                                                            | 18:04.56  |                                                                                            |           |                                                                            |           |
| Bieg na 10 000 m              | Meghan Armstrong                                                                          | 37:31.28  | Morgan Haws                                                                                | 37:33.42  |                                                                            |           |
| Bieg na 100 m przez płotki    | Tiffany Ofili                                                                             | 12.82     | Kristi Castlin                                                                             | 13.21     | Latoya Greaves                                                             | 13.51     |
| Bieg na 400 m przez płotki    | Nickiesha Wilson                                                                          | 55.78     | Nicole Leach                                                                               | 57.05     | Yolanda Osana                                                              | 58.74     |
| Bieg na 3000 m z przeszkodami | Nicole Bush                                                                               | 10:42.17  | Bridget Franek                                                                             | 11:12.65  | Carolyn Ellis                                                              | 11:49.78  |
| Sztafeta 4 × 100 m            | Stany Zjednoczone · Jessica Onyepunuka · Tawanna Meadows · Lynne Layne · Scottesha Miller | 43.64     | Jamajka · Samantha Henry-Robinson · LaToya Greaves · Schillonie Calvert · Anastacia Le-Roy | 43.73     | Dominikana · Fanny Chala · Yolanda Osana · Wendy Reynoso · Mariely Sánchez | 46.23     |
| Sztafeta 4 × 400 m            | Jamajka · Christine Day · Bobby-Gaye Wilkins · Anastacia Le-Roy · Nickiesha Wilson        | 3:27.46   | Stany Zjednoczone · Brandi Cross · Kenyata Coleman · Danielle Brown · Nicole Leach         | 3:28.25   | Kanada · Jeena Martin · Nicole Edwards · Lemlem Beriket · Amonn Nelson     | 3:35.26   |
| Skok wzwyż                    | Jillian Drouin                                                                            | 1.85      | Becky Christensen                                                                          | 1.82      | Fabiola Elizabeth Ayala                                                    | 1.79      |
| Skok o tyczce                 | Katie Stripling                                                                           | 4.35      | Heather Hamilton                                                                           | 4.00      | Leah Vause                                                                 | 4.00      |
| Skok w dal                    | Jeomi Maduka                                                                              | 6.66      | Natasha Harvey                                                                             | 6.56      | Bianca Stuart                                                              | 6.37      |
| Trójskok                      | Crystal Manning                                                                           | 13.52     | Tamara Highsmith                                                                           | 13.11     | Shara Proctor                                                              | 13.11     |
| Pchnięcie kulą                | Sarah Stevens                                                                             | 16.04     | Keisha Walkes                                                                              | 15.98     | Aja Evans                                                                  | 15.34     |
| Rzut dyskiem                  | D'Andra Carter                                                                            | 52.92     | Annie Hess                                                                                 | 52.13     | Iraís Estrada                                                              | 46.02     |
| Rzut młotem                   | Sarah Stevens                                                                             | 62.79     | Loren Groves                                                                               | 61.45     | Aline Huerta                                                               | 52.77     |
| Rzut oszczepem                | Liz Gleadle                                                                               | 51.76     | Ruby Radocaj                                                                               | 50.72     | Katie Coronado                                                             | 49.41     |
| Siedmiobój                    | Jillian Drouin                                                                            | 5714 pkt. | Bettie Wade                                                                                | 5511 pkt. | Marrissa Harris                                                            | 5509 pkt. |